# Lucanus ibericus
Espèce
Lucanus ibericus, ou lucane d'Ibérie, est une espèce d'insectes coléoptères de la famille des Lucanidae, sous-famille des Lucaninae, du genre Lucanus, et du sous-genre Lucanus (Lucanus), que l'on rencontre dans les Balkans, en Asie Mineure, jusqu'en Syrie, dans le Caucase, jusqu'en Arménie, au Daghestan et en Turkménie.

## Synonymes
- Lucanus curtulus Motschulsky, 1845
- Lucanus barbarossa Burmeister, 1847 (non Fabricius)
- Lucanus tetraodon Duval, 1859 (non Thunberg)
- Lucanus orientalis Kraatz, 1860
- Lucanus intermedius Motschulsky, 1870
- Lucanus piger Motschulsky, 1870
- Lucanus subvelutinus Motschulsky, 1870
- Lucanus syriacus Motschulsky, 1870
- Lucanus bisignyi Planet, 1909

## Description
Lucanus ibericus mesure entre 22 et 46 mm de longueur. La longueur du mâle selon sa f. major peut atteindre 46 mm et seulement 26 mm selon sa f. minor. La longueur de la femelle se situe entre 22 et 37 mm. Les mandibules du mâle peuvent atteindre une grande dimension dépassant celle de la tête. Le mâle f. major possède des mandibules à cinq ou six dents internes, alors que le mâle f. minor n'en a que deux. Il est de couleur noirâtre et ses mandibules ont des reflets brunâtres.

## Habitat
Il se rencontre de juin à fin août dans des forêts plutôt humides de chênes, de hêtres ou de charmes, jusqu'à 1 200 mètres d'altitude.

## Taxonomie
Selon BioLib (5 oct. 2014), il existe deux sous-espèces :
- Lucanus ibericus ibericus Motschulsky, 1845
- Lucanus ibericus macrophyllus Kraatz, 1860